# Jan Raszka (narciarz)

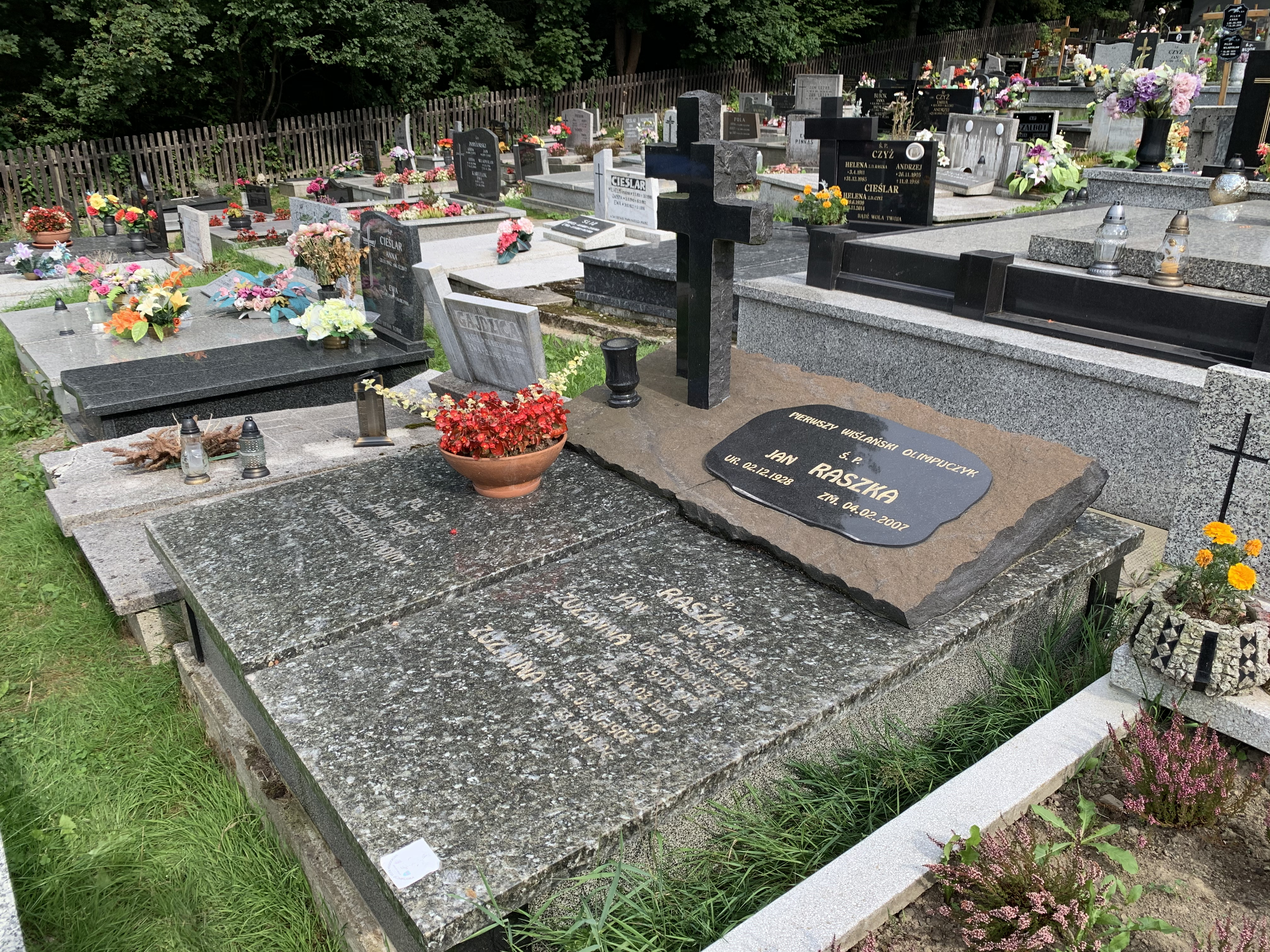
Grób Jana Raszki w Wiśle

Jan Raszka (ur. 2 grudnia 1928 w Wiśle, zm. 5 lutego 2007 tamże) – polski narciarz, reprezentant polski w kombinacji norweskiej, podczas zimowych igrzysk olimpijskich w Cortinie d’Ampezzo z 1956 r., działacz społeczny i sportowy.

## Życiorys
Narciarstwem zainteresował się podczas II wojny światowej, w latach 1945–1946 należał do SNPTT Wisła, w latach 1947–1948 SKN Katowice, 1949–1951 reprezentował LKS Barania Wisła, w latach 1952–1953 WKS Zakopane, a 1954–1966 Start Wisła.
Jako pierwszy zawodnik spoza Zakopanego w historii, wywalczył w 1952 r., tytuł mistrza polski w kombinacji norweskiej. W tym samym roku zdobył srebrny krążek w biegu na 18 km. W latach 1949, 1950, 1951, 1953 i 1956 zdobył 7 złotych medali w kombinacji norweskiej, a w latach 1950–1951 – dwa w sztafecie 4 x 10 km.
Jego międzynarodowym debiutem było mistrzostwo Czech i Moraw w skokach narciarskich w 1947 r., rok później był kandydatem do polskiej kadry olimpijskiej na igrzyska w St. Moritz, nie został jednak powołany ze względu na kontuzję nogi. W 1953 r., zajął trzecie miejsce w kombinacji norweskiej podczas akademickich mistrzostw świata w Semmering, co uznane zostało za największy sukces w jego karierze.
W 1956 r. reprezentował Polskę w kombinacji norweskiej podczas zimowych igrzysk olimpijskich w Cortinie d’Ampezzo, gdzie zajął 32. miejsce w kombinacji klasycznej.
W latach 1952 i 1954, zwyciężał w kombinacji norweskiej podczas Memoriału Bronisława Czecha i Heleny Marusarzówny, był również złotym medalistą mistrzostw Węgier w trzech konkurencjach: skokach narciarskich, kombinacji norweskiej i biegu na 15 km.
Wspomnienia Jana Raszki spisał i opublikował w 1998 r. Zdzisław Adamiec w książce pod tytułem „Jan Raszka. W Pogoni za piątym kółkiem olimpijskim”.
Część trofeów (dyplomy, medale, puchary) są do zobaczenia w sklepie Raszkasport w Wiśle, ul. 1 Maja 35.